# Список сезонов «Шарлотт Хорнетс»
Список сезонов «Шарлотт Хорнетс» в Национальной баскетбольной ассоциации. Клуб был основан в 2004 году в результате расширения НБА, став 30-й командой лиги. За 9 сезонов своего существования (до 2013 года), «Шарлотт Бобкэтс» лишь однажды вышли в плей-офф НБА. Наилучший показатель побед-поражений команды был 44-38 в сезоне 2009/10, худший результат был 7-59 в сезоне 2011/12.
Статистика откорректированная по состоянию на конец сезона 2012/13.
| Чемпионы лиги | Чемпионы конференции | Чемпионы дивизиона | Попадание в плей-офф |

| Сезон                     | Лига                      | Регулярный сезон          | Регулярный сезон          | Регулярный сезон          | Регулярный сезон          | Регулярный сезон | Регулярный сезон | Регулярный сезон | Плей-офф                                       | Тренер           | Награды            |
| Сезон                     | Лига                      | Конференция               | Место                     | Дивизион                  | Место                     | Победы           | Поражения        | Процент          | Плей-офф                                       | Тренер           | Награды            |
| ------------------------- | ------------------------- | ------------------------- | ------------------------- | ------------------------- | ------------------------- | ---------------- | ---------------- | ---------------- | ---------------------------------------------- | ---------------- | ------------------ |
| 2004/2005                 | НБА                       | Восточная                 | 14-е                      | Юго-Восточный дивизион    | 4-е                       | 18               | 64               | 22,0             |                                                | Берни Бикерстафф | Эмека Окафор (ROY) |
| 2005/2006                 | НБА                       | Восточная                 | 13-е                      | Юго-Восточный дивизион    | 4-е                       | 26               | 56               | 31,7             |                                                | Берни Бикерстафф |                    |
| 2006/2007                 | НБА                       | Восточная                 | 11-е                      | Юго-Восточный дивизион    | 4-е                       | 33               | 49               | 40,2             |                                                | Берни Бикерстафф |                    |
| 2007/2008                 | НБА                       | Восточная                 | 11-е                      | Юго-Восточный дивизион    | 4-е                       | 32               | 50               | 39,0             |                                                | Сэм Винсент      |                    |
| 2008/2009                 | НБА                       | Восточная                 | 10-е                      | Юго-Восточный дивизион    | 4-е                       | 35               | 47               | 42,7             |                                                | Ларри Браун      |                    |
| 2009/2010                 | НБА                       | Восточная                 | 7-е                       | Юго-Восточный дивизион    | 4-е                       | 44               | 38               | 53,7             | Проиграли в первом раунде Шарлотт 0, Орландо 4 | Ларри Браун      |                    |
| 2010/2011                 | НБА                       | Восточная                 | 10-е                      | Юго-Восточный дивизион    | 4-е                       | 34               | 48               | 41,5             |                                                | Пол Сайлас       |                    |
| 2011/2012                 | НБА                       | Восточная                 | 15-е                      | Юго-Восточный дивизион    | 5-е                       | 7                | 59               | 10,6             |                                                | Пол Сайлас       |                    |
| 2012/2013                 | НБА                       | Восточная                 | 14-е                      | Юго-Восточный дивизион    | 4-е                       | 21               | 61               |                  |                                                | Майк Данлэп      |                    |
| Всего в регулярном сезоне | Всего в регулярном сезоне | Всего в регулярном сезоне | Всего в регулярном сезоне | Всего в регулярном сезоне | Всего в регулярном сезоне | 259              | 472              | 34,6             | 2004—2013                                      | 2004—2013        | 2004—2013          |
| Всего в серии плей-офф    | Всего в серии плей-офф    | Всего в серии плей-офф    | Всего в серии плей-офф    | Всего в серии плей-офф    | Всего в серии плей-офф    | 0                | 4                | 0                | 2004—2013                                      | 2004—2013        | 2004—2013          |